# Eduardo Primo Yúfera
Eduardo Primo Yúfera (Puerto de Mazarrón, Región de Murcia, 1 de abril de 1918-Valencia, 28 de octubre de 2007) fue un químico español, presidente del Consejo Superior de Investigaciones Científicas entre 1974 y 1977.

## Carrera
En 1941 se graduó en Ciencias en la Universidad de Valencia y tres años más tarde obtuvo el doctorado en Ciencias Químicas por la Universidad Complutense de Madrid. En 1947 comenzó a trabajar en la Universidad de Valencia como profesor adjunto de Química Orgánica.
Desde 1950 formó parte del Consejo Superior de Investigaciones Científicas (CSIC), del que fue colaborador, investigador científico, consejero y presidente desde el 25/10/1974 al 11/02/1977. 
En 1952 se trasladó a Basilea (Suiza) con una beca de investigación.
En 1960 fundó el Instituto de Agroquímica y Tecnología de Alimentos de Valencia del Patronato "Juan de la Cierva" del que fue presidente.
En 1965, obtuvo la cátedra de Química y Análisis Agrícola en la Escuela Técnica Superior de Ingenieros Agrónomos de Valencia. 
Desde 1970 a 1974 fue presidente del Instituto Nacional de Ciencia y Tecnología de los Alimentos, también alcanzó la vicepresidencia de la Unión Internacional de Ciencia y Tecnología de los Alimentos.
Fue miembro del World Academy of Art and Science, académico de número de la Real Academia de Medicina y del Instituto de Ciencias del Hombre, Académico Correspondiente de la Real Academia de Ciencias Exactas, Físicas y Naturales, titular de la Medalla nº23 de la Real Academia de Cultura Valenciana desde el 4 de junio de 1978 ocupando la vacante dejada por Nicolás Primitivo Gómez-Serrano, entre 1984 y 1987 fue decano de la citada RACV, y posteriormente, también Decano de Honor de la misma.
Eduardo Primo fue miembro fundador del Capítulo Español del Club de Roma.

## Honores y méritos
- 1950 Premio Juan de la Cierva
- 1961 Premio Cerdá y Reig, Encomienda con Placa de la orden de Alfonso X el sabio y nuevamente el Juan de la Cierva
- 1965 Medalla Gascó Oliag
- 1968 Premio Francisco Franco
- 1969 Encomienda de Número de la Orden del Mérito Agrícola
- 1971 Gran Cuz de la Orden de Alfonso X el sabio
- 1972 Premio Juan Antonio Suances
- 1975 Gran Cruz de la Orden al Mérito Civil
- 1980 Medalla de Honor de Fundación García Cabrerizo
- 1988 Premio Nacional Torres Quevedo y Premio Alberto Sols
- 1987 Decano honorario de la RACV.
- 1990 Medalla de Oro de la Universidad Politécnica de Valencia
- 1996 Doctorado honoris causa por la Universidad Jaume I de Castellón
- 1996 Distinción al Mérito Cultural de la Generalitat.
- 2001 Premio Rey Jaime I

En su memoria, la Universidad Politécnica de Valencia ha creado el Instituto de Biología Molecular y Celular de Plantas al que ha puesto su nombre "Primo Yufera".

## Libros
20 libros y monografías destacando 
- Herbicidas y fitorreguladores (1968)
- La deficiencia proteica en la alimentación de la Humanidad (1977)
- Química agrícola (1978)
- La investigación, un problema en España (1981)
- Ecología química (1991).
- Introducción a la investigación científica y tecnológica (1994)
- Química de los alimentos (1997)
- La Alimentación doméstica: conocimientos básicos sobre nutrición familiar (2001)